# Верхнепрутский укреплённый район
84-й укреплённый район — Верхнепрутский (ВПУР) — воинская часть в РККА Вооружённых Сил СССР до и во время Великой Отечественной войны.

## История
2 августа 1940 года провозглашена Молдавская Советская Социалистическая Республика.
С 7 июля 1940 постоянно дислоцировались в Бессарабии 176-я стрелковая дивизия в районе Сороки, Флорешты, Бельцы, 15-я моторизованная дивизия в районе Бендеры, Тирасполь, 9-я кавалерийская дивизия в районе Леово, Комрат, 25-я стрелковая дивизия в районе Кагул, Болград, 51-я стрелковая дивизия в районе Килия, Старая Сарата, Аккерман и управления 14-го и 35-го стрелковых корпусов соответственно в Болграде и Кишинёве. (Основание: директивы наркома обороны № 0/1/104584 командующий Южным фронтом генерал армии Г. К. Жуков издал директивы № 050—052)
На новой советско-румынской границе был заложен 84-й укреплённый район — Верхнепрутский. Фортификационные работы проводились в рамках приказа наркома обороны Маршала Советского Союза С. К. Тимошенко от 26 июня.
В 1941 году Верхнепрутский УР имел фронт 75 км, глубину 5-6 км, 10 узлов обороны, строились 7 долговременных огневых сооружений, формировался 1 пулемётный батальон.
Государственную границу в северной части Молдавии прикрывали полки 176-й и 95-й стрелковых дивизий 35-го стрелкового корпуса Одесского военного округа. На этом участке и строились укрепления 84-го Верхнепрутского УРа.